# Frösvik

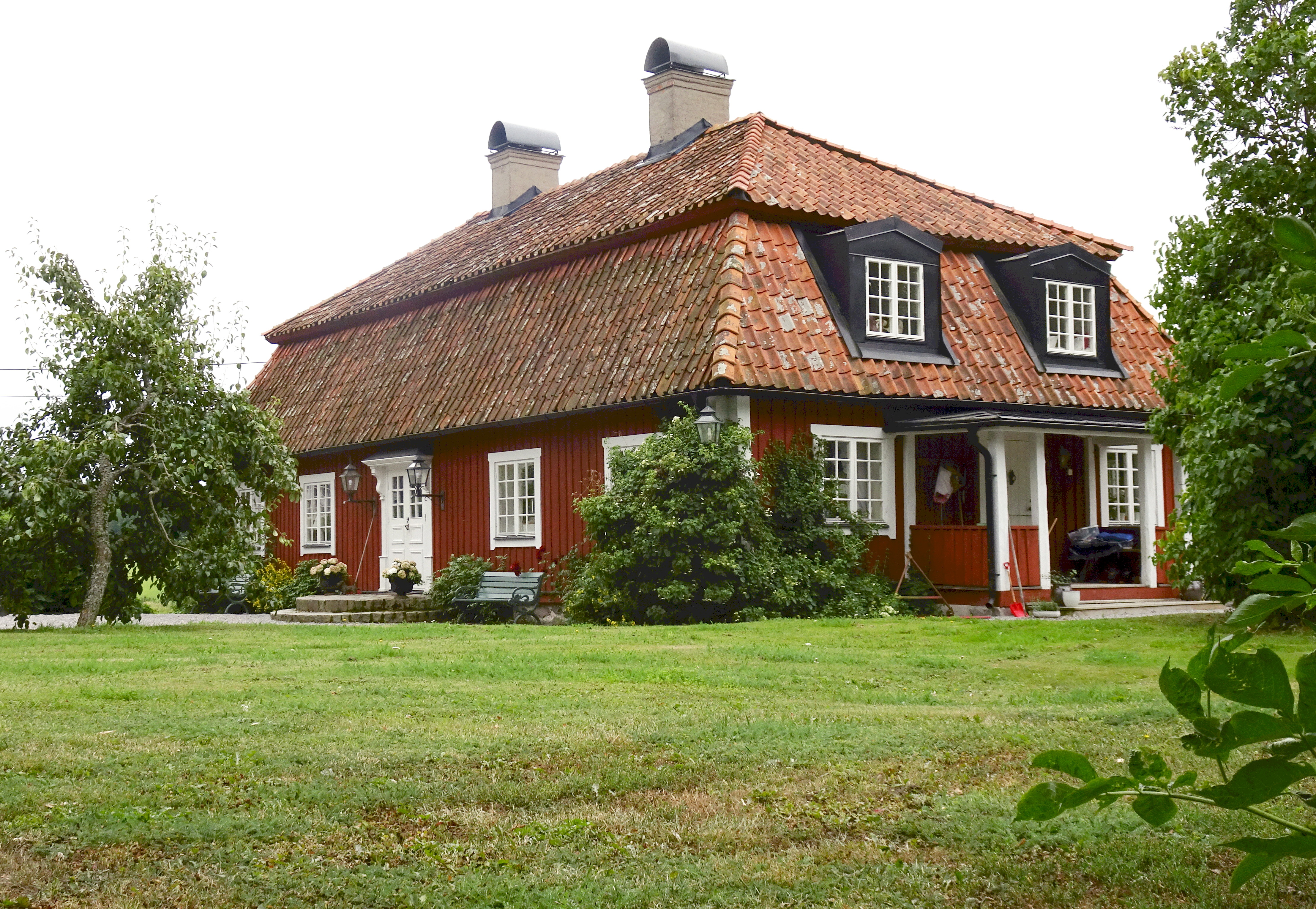
Frösviks gårds 1700-talsflygel i augusti 2017.

Frösvik (även Frössvik) är ett mindre samhälle och ett tidigare säteri på Bogesundslandet i Östra Ryds socken, nuvarande Vaxholms kommun. Frösviks säteri och Bogesunds slott var under många år fideikommiss för släkten von Lantingshausen von Höpken.

## Medeltidens Frösvik
Frösvik omnämns första gången 1369 i skriftlig form. På 1380-talet beboddes gården av väpnaren och riksrådet Finvid Finvidsson som tillhörde Frösviksätten. Ätten dog ut i slutet på 1300-talet och sätesgården ärvdes av ätten Oxenstierna. 1420-talet talas det om en niclis jønisson aff fridzwik. Med honom avses Nils Jönsson (Oxenstierna) vars sätesgård var Frösvik (Frössvik). Bengt Bengtsson Oxenstierna föddes här 1591. Den medeltida gårdstomten låg nordost om dagens byggnader.

## Frösvik under von Lantinghausen och von Höpken

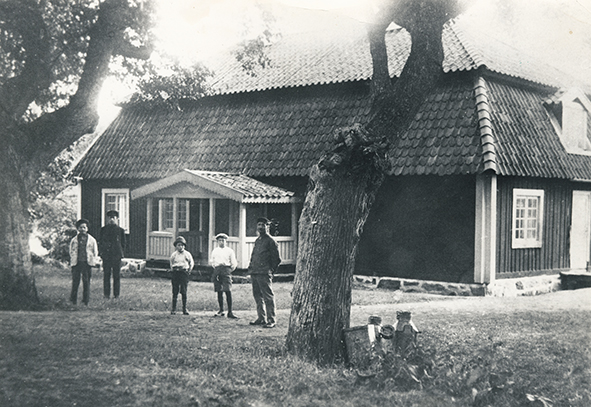
Frösviks gårds 1700-talsflygel, 1910.

På 1780-talet ägdes säteriet Frösvik av Albrekt von Lantinghausen. Egendomen var då mycket stor och omfattade ungefär hela västra delen av Bogesundslandet. Till huvudbebyggelsen hörde mangårdsbyggnad med två flyglar (markerade med A på kartan från 1784), en ladugårdsfyrkant och flera uthus. I Frösviken fanns en brygga med sjöbod. Viken gick då mycket längre in mot land än idag. Nordväst om gårdsbebyggelsen låg en fruktträdgård med tobaksodlingar.
Egendomen omfattade nio hemman, bland annat Röskär, Erenvik, Holminge, Söderby, Ellboda, Askrike, Långvreta och Sandvreta samt 18 torp, bland dem Storholmen, Qvarntorp, Grabbtorp, Nybygget, Nytorp, Lilla Grandal, Hästhagen, Smedjeviken och Källtorp. Albrekt von Lantinghausen ägde även egendomen i öster, Bogesunds slott, som han 1774 fått i gåva av sin morbror Axel von Fersen.
Efter att von Lantingshausen avlidit 1821 innehades Frösvik och Bogesund av släkten "von Lantingshausen von Höpken". På 1800-talets mitt var ägare Nils Albrekt von Lantingshausen von Höpken som slog ihop båda egendomarna och bildade Bogesunds fideikommiss 1863. Vid den tiden tillkom en ny, ditflyttad huvudbyggnad medan den gamla försvann. Efter Nils Albrekt tog sonen Nils Albrekt Stefan von Lantingshausen von Höpken över.

## Historiska kartor

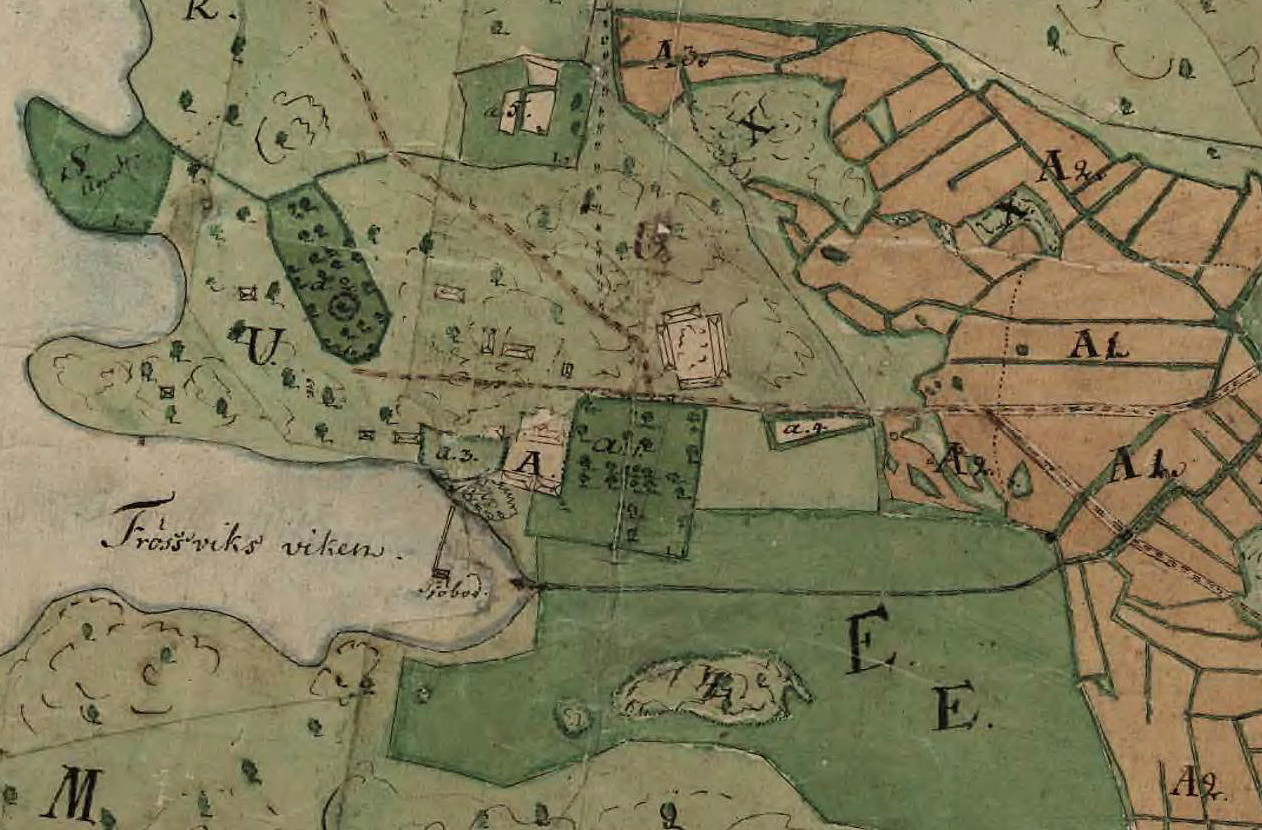
Frösvik säteriets huvudbebyggelse, 1784.
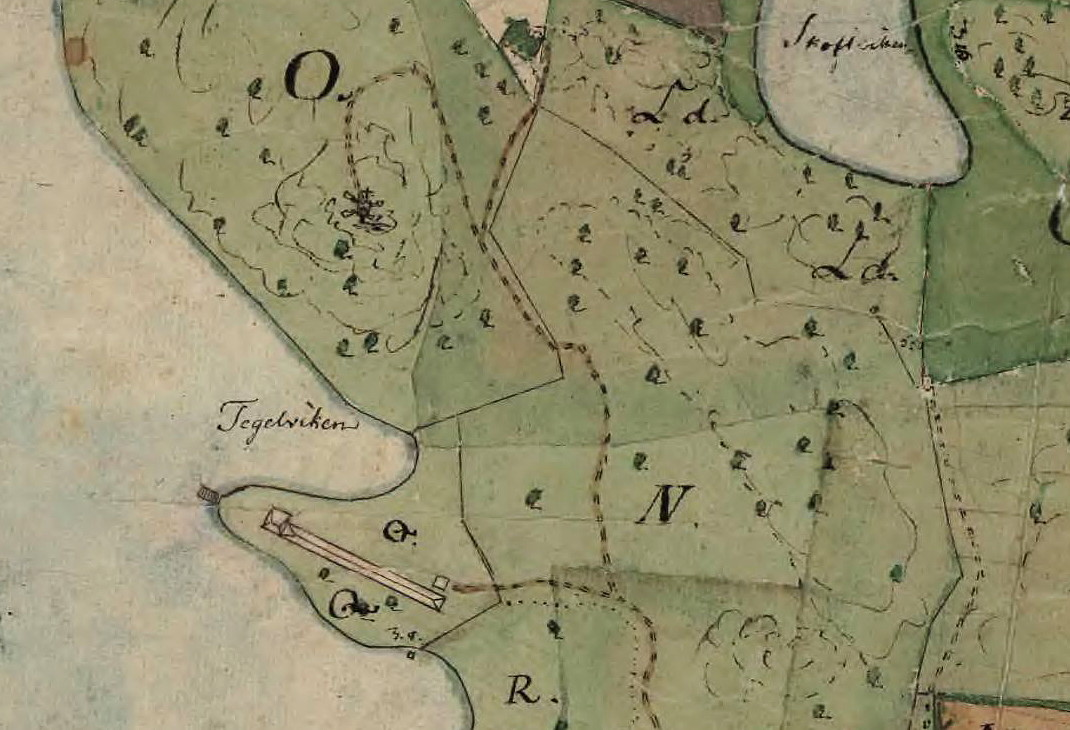
Frösviks tegelbruk och väderkvarn, 1784.
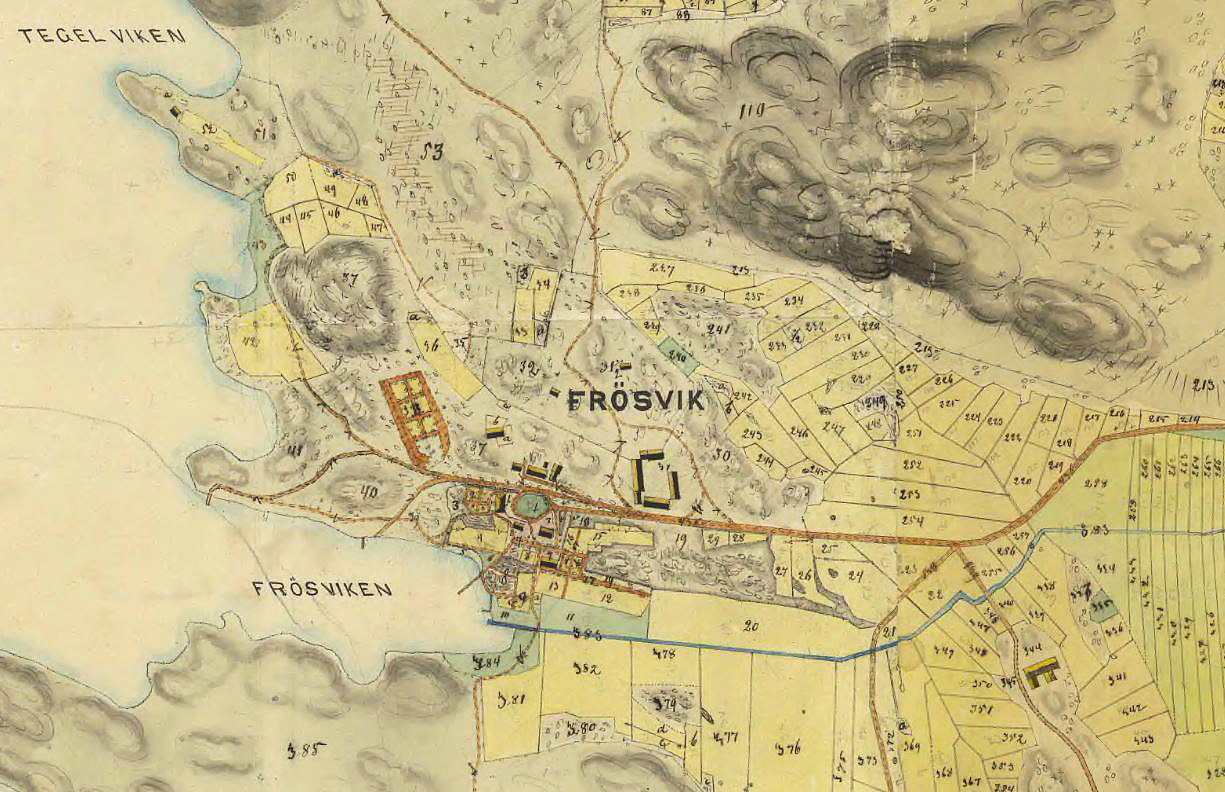
Frösvik 1874.
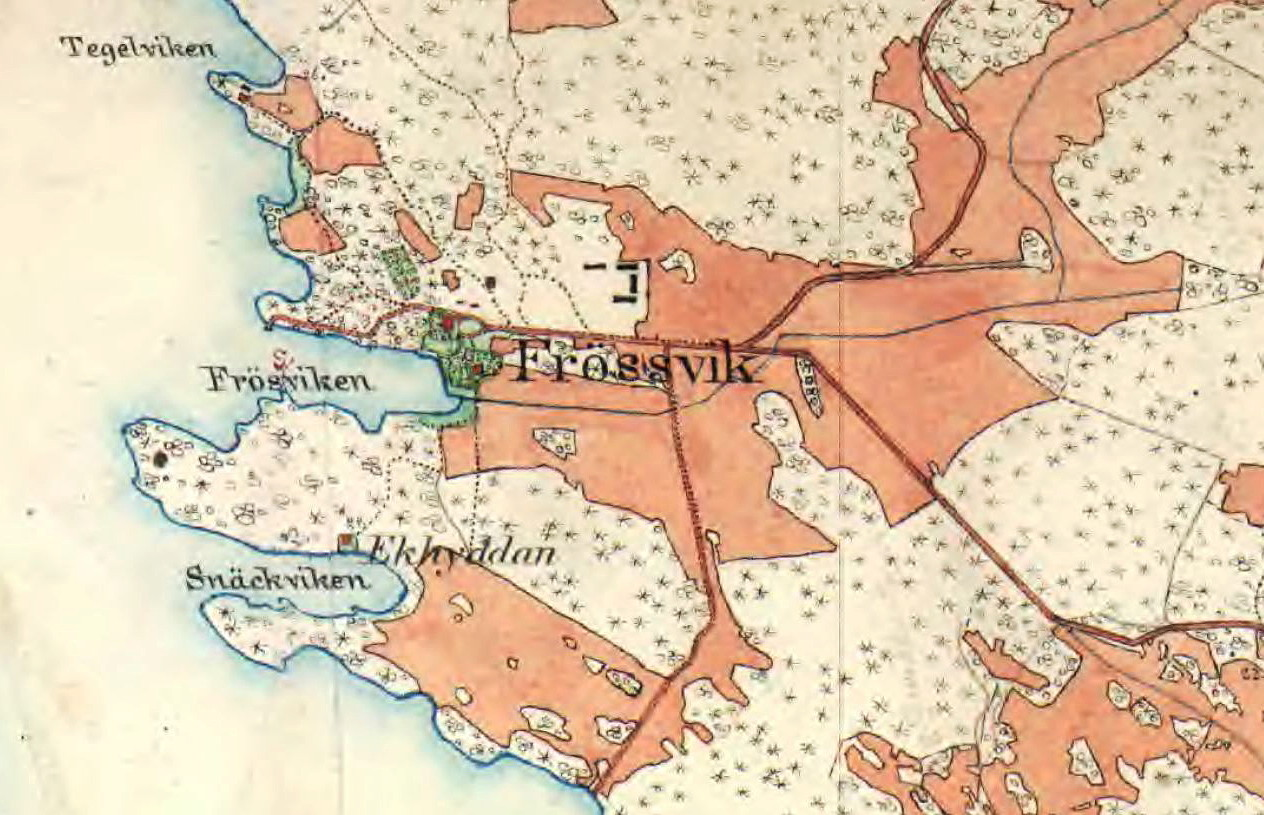
Frösvik 1901.

## Frösviks tegelbruk och väderkvarn

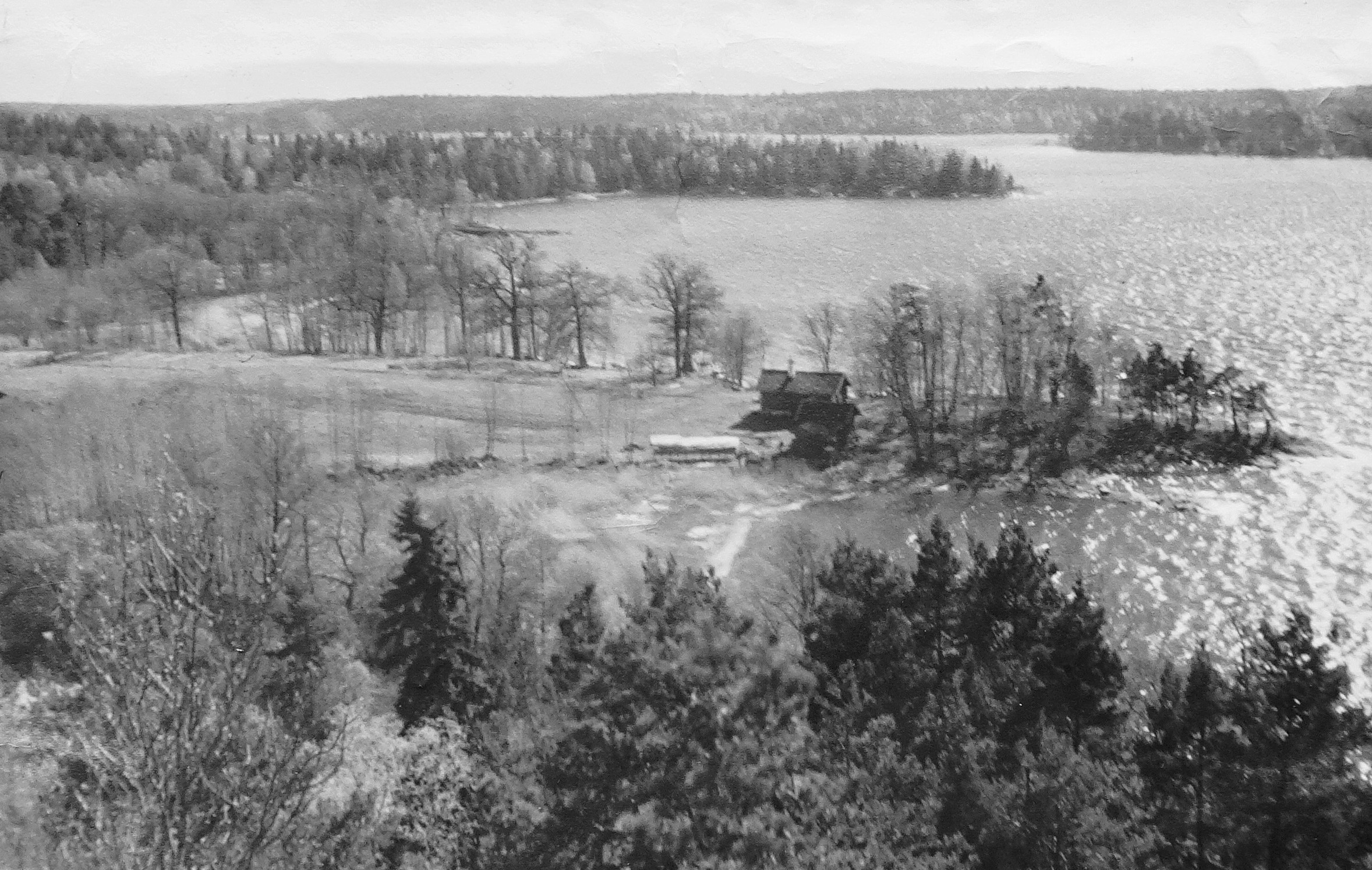
Torpet Fågelsången, Tegelviken (närmast) och viken Fågelgäspan (i bakgrunden). Vy från Kvarnberget, 1930-tal.

På 1700-talet låg nordväst om gården vid Tegelviken ett tegelbruk och på Kvarnberget, norr om Tegelviken, hade gården sin väderkvarn. På kartan från 1780-talet syns den långa torkladan, tegelugnen och utskeppningsbryggan samt en väderkvarnssymbol på backen intill (litt. O på kartan). Öster om bruket låg Tegelbrukshagen (litt. N på kartan) där bruket hämtade sin lera. I beskrivningstexten för 1780-talets arealavmätning står bland annat: Tegelbrukshagen, består till en del af god Lera som används til Tegels tillverkning...
I början av 1800-talet minskade tillgången på lera och vatten. Tegelbruket lades ner och byggnaderna som hade präglat trakten under många år förföll och revs så småningom. Idag återstår rester av bryggan i vattnet och diverse tegelskrot och husgrunder i omgivningen samt vattenfyllda gropar där leran hämtades. I och omkring de igenvuxna lergroparna växer skogsalmar och andra ädellövträd. På brukets plats står idag torpet "Fågelsången" som var en fiskarstuga tillkommen i mitten av 1800-talet (idag fritidshus). Även kvarnen försvann i början av 1800-talet. Efter den återstår några järn i berget och kvarngrunden. Namnen Tegelviken och Kvarnberget påminner om den tidigare verksamheten.

## Frösvik i modern tid
Bogesund och Frösvik exproprierades 1946 av staten på grund av vanvård genom dess siste ägare Nils von Lantinghausen von Höpken. Medan Bogesunds slott numera är ett välbevarat och restaurerat byggnadsminne återstår från Frösviks säteri huvudbyggnaden från 1800-talet och en av de båda 1700-talsflyglarna som båda är privatbostad. Idag bedrivs bland annat hästverksamhet med islandshästar på Frösvik. Marken ägs av staten. Omgivningen kring Frösvik, dock inte privatbyggnaderna, hör till Bogesundslandets naturreservat som bildades år 2015.

## Nutida bilder

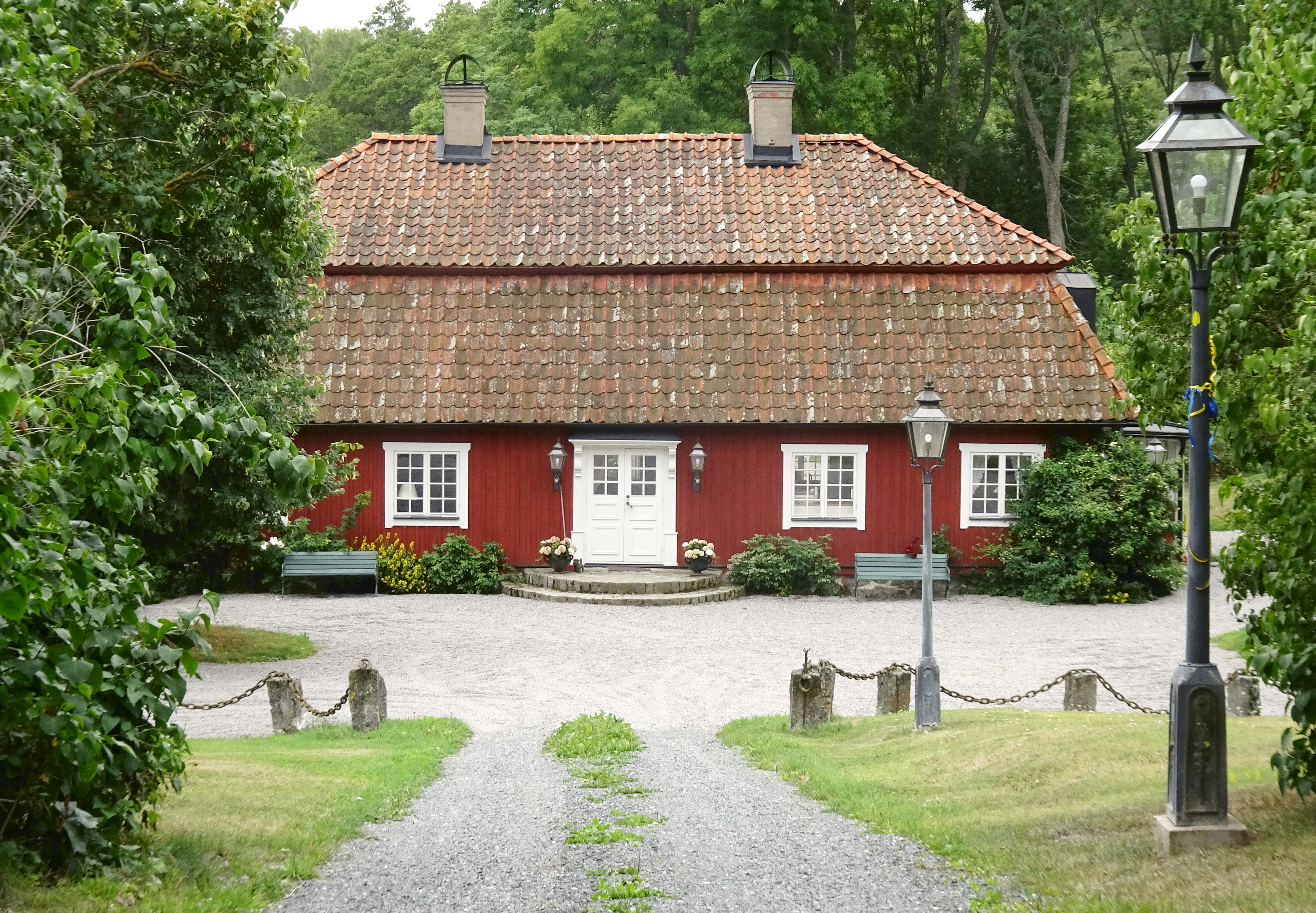
Frösviks 1700-talsflygel
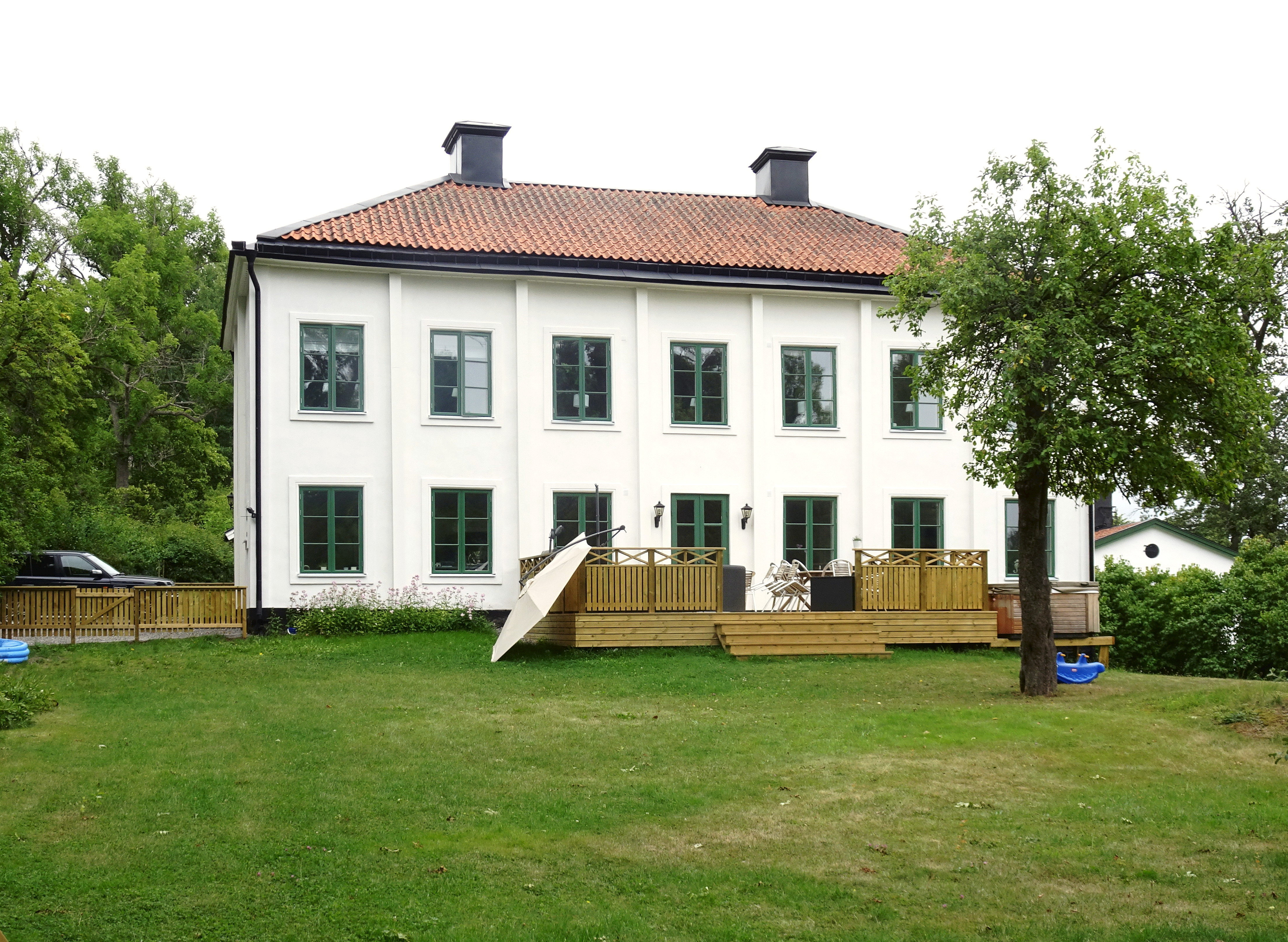
Frösviks huvudbyggnad från 1800-talet
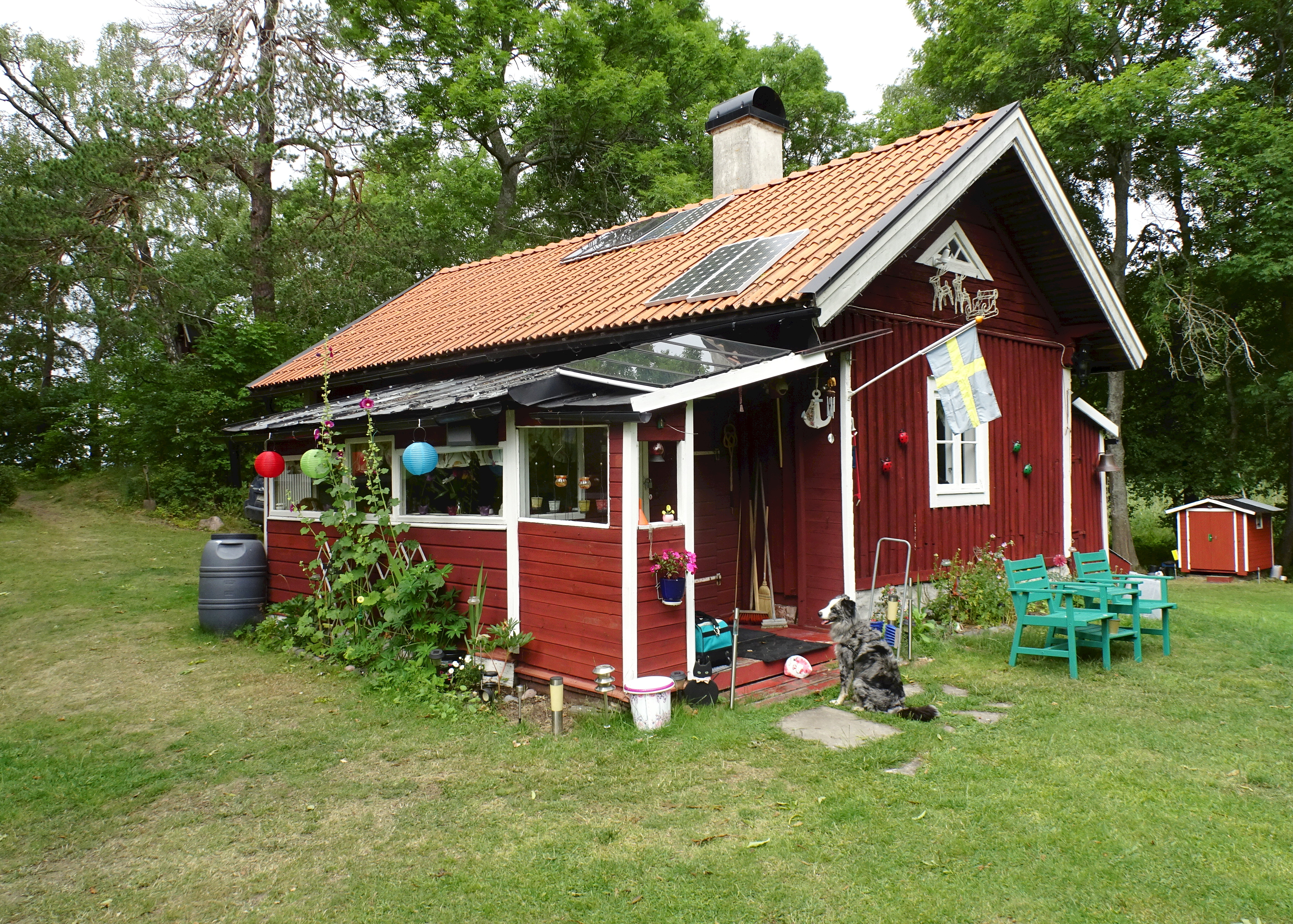
Torpet Fågelsången från 1800-talet
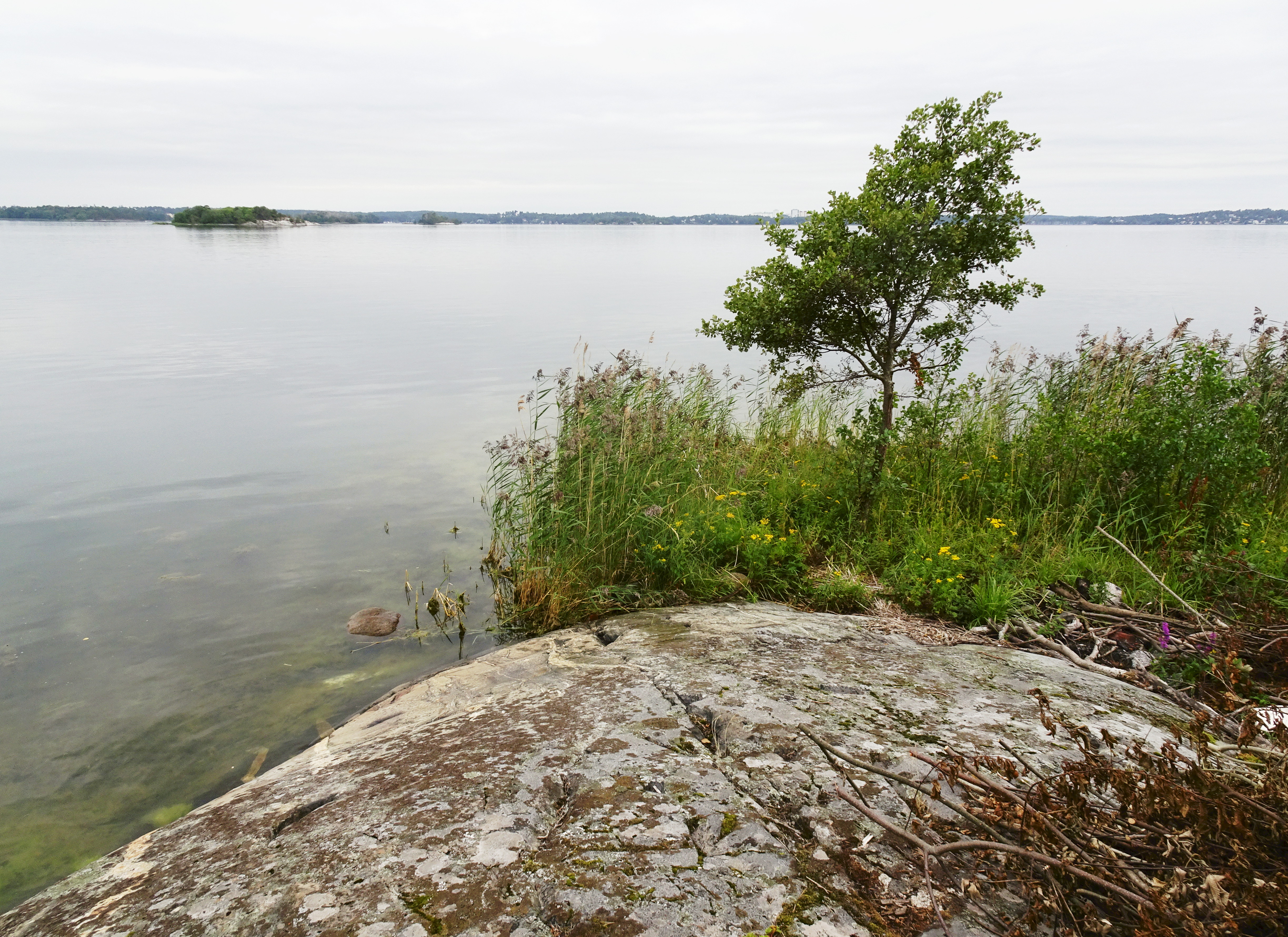
Platsen för tegelbrukets brygga med Stora Värtan i bakgrunden